# Trichoniscoides saeroeensis
Trichoniscoides saeroeensis är en kräftdjursart som beskrevs av Hans Lohmander 1924. Trichoniscoides saeroeensis ingår i släktet Trichoniscoides och familjen Trichoniscidae. Enligt den svenska rödlistan är arten nära hotad i Sverige. Arten förekommer i Götaland och Gotland. Artens livsmiljö är havsstränder. Inga underarter finns listade i Catalogue of Life.